# 曹鼎
曹 鼎（そう てい、生没年不詳）は、中国後漢末の人物。字は景節。曹操らの曹氏の一族で、曹萌の子。宦官曹騰の弟（『後漢書』党錮列伝）。
河間国の相の時、冀州刺史の蔡衍が、曹鼎が汚職をしていると弾劾した。
その時に曹鼎の兄である中常侍の曹騰は、当時の大将軍梁冀に曹鼎を助けるよう蔡衍へ手紙を書かせたが、蔡衍はそれに答えず、曹鼎を逮捕し投獄した（『後漢書』党錮列伝）。
曹洪の伯父にあたる曹鼎とすれば位は尚書令まで昇った。また『後漢書』注に引く宋貴人を皇后に立てる上表に見える「（尚書）僕射・臣鼎」を、渡邉義浩は曹鼎と比定している 。

## 墓所
『水経注』の巻23「陰溝水」に曹操の一族にまつわる墓所についての記載があり、1970年代に入り中国安徽省で水経注の記載に基づく考古学調査が行われた際に曹鼎はじめ多くの曹一族の墓所が発見され、曹操の宗族である曹鼎の兄・曹褒と曹騰や曹嵩、曹鼎の甥・曹熾らの墓碑の破片なども出土した。
墓所一帯は曹操宗族墓群として2001年に中華人民共和国国務院によって中華人民共和国全国重点文物保護単位の指定を受けた。